# Лотхал

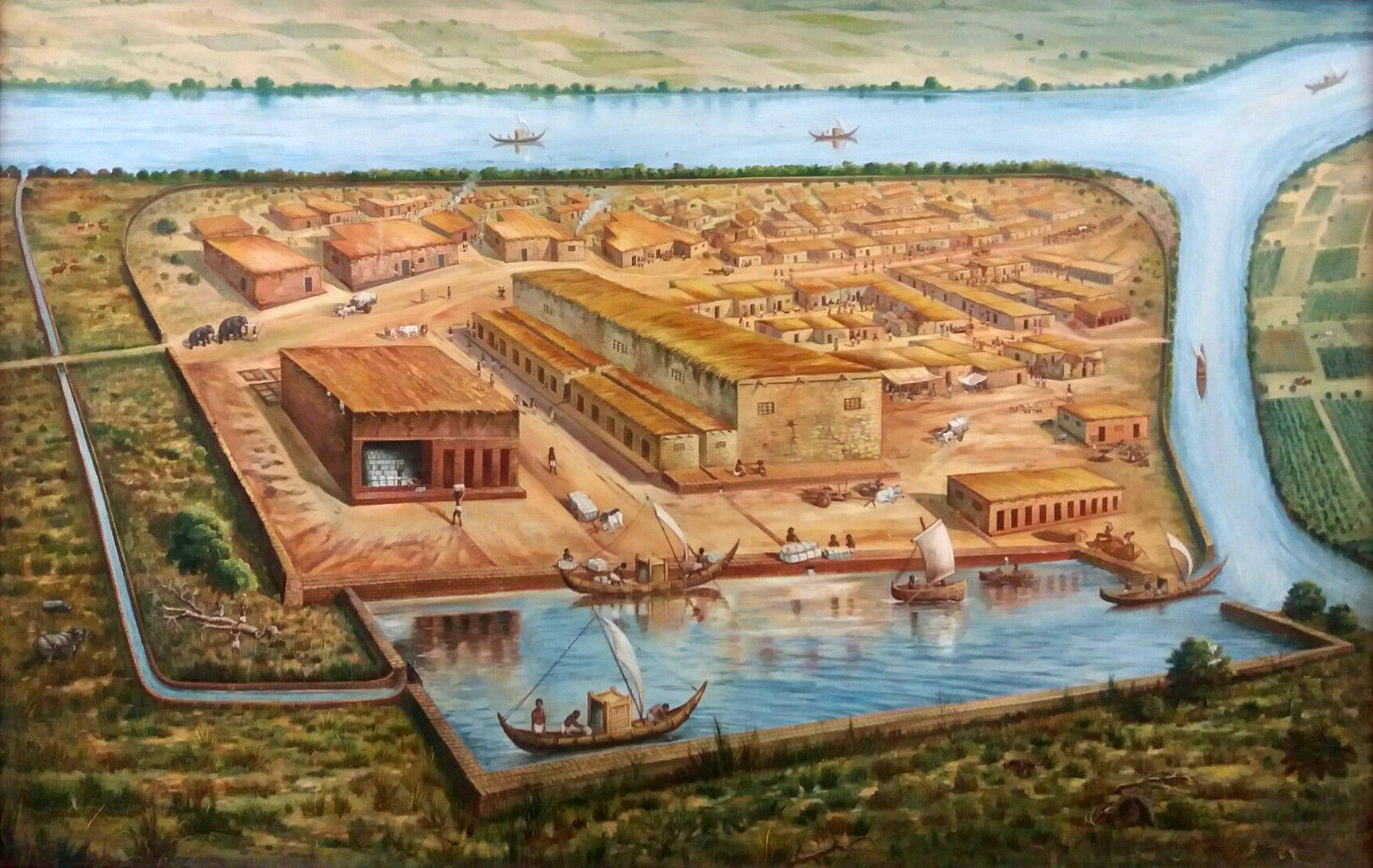
Лотхал (реконструкция Археологического управления Индии).

Лотхал — один из важнейших городов Хараппской цивилизации и один из самых южных её городов. Находится на территории современного индийского штата Гуджарат, возник около XXIV века до н. э. (до этого на месте города было процветающее селение). Обнаружен в 1954 году, первые раскопки проводились в 1955—1960 годах под руководством Археологического управления Индии.
Лотхал на гуджаратском языке означает «Холм мёртвых». По данным раскопок, в Лотхале обнаружен самый древний известный канал в мире, который соединял город с древним течением реки Сабармати, на торговом пути между городами Хараппа на нынешней территории Синда и полуострове Саураштра. В период, когда данный маршрут функционировал, округ Кач был частью Аравийского моря. При этом есть версия, что канал — это просто часть оросительной системы, а сам город Лотхал не являлся крупным торговым центром.
В период расцвета Лотхал считался процветающим городом, торговал бусами, драгоценными камнями, украшениями из ценных металлов. Торговые маршруты от него шли вплоть до Западной Азии и Африки. Мастера-ювелиры изобрели и развили новые способы производства бисера и новации в металлургии. Эти наработки впоследствии применялись более 4000 лет.
Археологические раскопки были номинированы на то, чтобы стать объектом Всемирного наследия ЮНЕСКО — данная заявка проходит рассмотрение.

## История

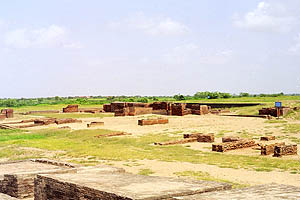
Раскопки в Лотхале

До появления хараппской культуры в XXIII веке до н. э. Лотхал был небольшим поселением, в котором археологи обнаружили медные и керамические предметы, а также предметы из полудрагоценных камней и бусы. Жители Лотхала торговали бусами с жителями западных поселений.
Последние, привлечённые наличием защищённой бухты, а также хлопковыми и рисовыми посадками, проникли в Лотхал и ассимилировали местное население.
До прибытия поселенцев из Хараппы, Лотхал не имел большого развития. Затем последовал резкий рост и город приобрёл важное портовое и торговое знание.
Современная археология подтверждает — Лотхал был крупным торговым центром, стоявшим у крупной речной системы, на торговом пути от Синда до региона Саураштра. При раскопках найдена самая большая коллекция древностей в археологии современной Индии. Это единственный объект Индской культуры, который представляет все периоды и проявления цивилизации. Разделяют два периода в развитии города. Первый — между 2400—1900 г. до н. э.
Второй — период распада Индской цивилизации, с формированием двух центров — Мохенджо Даро и Хараппа. В этот период Лотхал продолжил процветать. Но в конечном итоге постоянные тропические шторма и наводнения с ними связанные, вызвали слишком серьёзные разрушения, которые дестабилизировали развитие города и привели к его упадку. Топографический анализ указывает на то, что в финальном отрезке, перед окончательным угасанием, Лотхал страдал от засухи и общего ослабления муссонных осадков. Археологи приходят к выводу, что причиной упадка стали именно климатические изменения.
Дистанционное зондирование и топографические исследования, опубликованные индийскими учеными в Журнале Союза индийских геофизиков в 2004 году, показали древнюю, извилистую реку, прилегающую к Лотхалу, длиной 30 километров (19 миль) по спутниковым снимкам — древнее расширение северного притока реки Бхогаво. Она являлась источником пресной воды для жителей.

### Планировка города, градостроительство

План города Лотхал

В результате наводнения около 2350 года до н. э., разрушившего большую часть городских построек, хараппцы заново спроектировали и перестроили поселение.
Город был разделён на цитадель (или акрополь) и нижний город. В акрополе, примечательными чертами которого были общественные бани, колодцы, а также подземные и надземные водопроводные каналы из обожжённого кирпича, жил правитель.
Нижний город в свою очередь разделялся на торговую и жилую часть. Границей служила магистральная улица, проходившая с севера на юг. В торговой части располагались магазины торговцев и ремесленников. Жилая часть была поделена на кварталы, каждый из которых располагался на платформе высотой 1—2 метра. Платформы были сделаны из сырцовых кирпичей, вмещали 20—30 кирпичных домов и должны были защищать постройки от наводнений.
На восточной окраине города был вырыт канал, при котором располагались верфь и склад, установленный на платформе высотой 3,5 м. Канал был соединен с рекой, впадавшей в море. Данный инженерный объект признаётся археологами, как один из сложнейших, осуществлённый в тот период. Его удаление от течения реки, обусловлено защитой от заиливания — при муссонном климате наводнения имеют сезонный, постоянный характер. Также док обеспечивал доступ к судам во время отлива.
Длина причала — 220 метров. Рампа от причала вела на склад. В процессе организации защиты от наводнений, жителями Лотхала был допущен ряд инженерных неточностей, которые вовремя не были учтены и исправлены. Это также вызвало последующие проблемы от наводнений. При этом все конструкции связанные с защитой от воды — док, причал, склад, были изготовлены из обожжённых кирпичей, извести и песка, а не из высушенных на солнце сырцовых кирпичей. В итоге даже спустя 4000 лет, кирпичи остались целыми, также они до сих пор скреплены между собой раствором.
Лотхалские каменщики клали кирпич так же, как и современные кирпичники: стык двух кирпичей приходился точно посередине кирпича в следующем ряду. Однако метра на два в каждую сторону от нынешнего входа этот принцип был нарушен, словно кто-то позднее добавил новые секции, чтобы сузить просвет.
Единая организация города говорит о существовании стандартов, которым подчинялись все жители и строители. Ширина улиц длительный период времени оставалась постоянной. В дворах домов были специальный отстойники, для твёрдых фракций отходов, чтобы не засорялась общая канализация. Периодические разливы рек, смывали мусор и грязь, которые вывозили из выгребных ям.
Большая часть образцов, для измерения веса, длины, были единого стандарта, включая торговые печати, с изображениями животных и других мотивов. Металлические инструменты также имели единый стандарт изготовления.

### Экономика

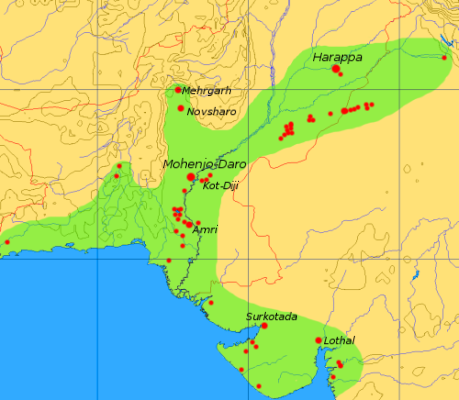
Основные центры Хараппской цивилизации.

Порт Лотхала — процветающий торговый центр древних времён, древнейший и основной порт индской цивилизации — находился на берегу Камбейского залива, к северу от современного Бомбея.. Он соединял город с древним течением реки Сабармати, которая представляла собой часть торгового пути между городами хараппской цивилизации в Синдхе и полуостровом Саурашастра (Мохенджо-Даро и Хараппа). В это время окружающая сегодня полуостров пустыня Кач (Куч) была покрыта водами Аравийского моря.
Кроме того, из Лотхала выходили судна, нагруженные драгоценными камнями и украшениями и пр., которые держали пути в порты западной Азии (Шумером) и Африки (Древний Египет). При раскопках в Шумере был найден кусок ткани с оттиском хараппской печати. Торговля с Шумером осуществлялась, вероятно, через Бахрейн, где также были найдены вещи, сходные с хараппскими.
В Лотхале производилось бронзовое оружие, рыболовные крючки, копья и украшения.
Основными предметами импорта была медь, известняк и полудрагоценные камни. Экспортными товарами были украшения, драгоценные камни, слоновая кость и ракушки.

## Развитие города
Археологические данные указывают на природные катастрофы, которые стали причиной упадка и последующей серьёзной перепланировки города. В результате мощного паводка большая часть домов была уничтожена, платформы и стены были сильно повреждены. Акрополь—центр города—был по сути упразднён между 2000 - 1900 г. до н.э. и заселён обычными торговцами, которые поселились в простых домах. Так же,  в результате  паводка, река сменила своё русло и стала течь в другом месте, это отсекло доступ кораблям к выходу в открытое море. Был построен новый, но не глубокий канал, чтобы соединить реку с доком. Этого канала хватало для прохода небольших судов, они попадали в бассейн перед доком. Большие корабли ждали в отдалении, не проходя по каналу.
Восстановленные дома имели уже более низкое качество строительства, мусор от паводка не убирался полностью, что вызывало новую порчу стен и фундаментов. Город отказался об общественной канализации, в каждом дворе появилась своя яма для сбора отходов. Общее падение административного ресурса сказалось на хранении запасов зерна. Оно больше не хранилось в центральном амбаре. Его стали хранить в деревянных постройках и под навесами, что вызывало ускоренную порчу продуктов, увеличивался риск пожаров.
Объёмы торговли упали, ресурсы сократились. Произошло сворачивание мелких ремесленных мастерских. Ремесленники стали трудится на нескольких крупных хозяев. Сотни ремесленников работали уже за зарплату и просто получали ресурсы для работы и указания от хозяина. Так, на одном из предприятий трудилось более ста человек, было 10 жилых комнат и большой двор для работы. Производство меди увеличилось, у одного из хозяев было одновременно пять медеплавильных печей, чтобы работа шла быстрее.
В результаты заноса морской воды в период наводнений в почве возрос уровень соли, что осложнило земледелие. В результаты этой катастрофы в 1900 году до нашей эры пострадали многие населённые пункты, расположенные в регионе Саураштра, Синд, юг Гуджарата, верховья Инда и Сатледжа. Население бежало от голода и проблем во внутренние районы.
Позднее развитие Лотхала, говорит о том, что город не был полностью заброшен, но значительно сократился по населению и значению. Люди утратили городской уровень и стали сельскими жителями.  Немногочисленные жители не ремонтировали городскую инфраструктуру, но при этом сохраняли и поддерживали религиозные обряды прошлого периода, при этом жили в простых домах и тростниковых хижинах. Сохранилась отчасти письменность, способы изготовления керамики и посуды в целом. В этот же период археологи фиксируют массовое движение беженцев из Пенджаба и Синда в Саураштру и в долину Сарасвати - между 1900 и 1700 г. до нашей эры.
Грамотность резко упала, экономика упростилась, люди были бедны. Однако система измерения веса—8,573 грамма—не была утрачена. В результате, между 1700 и 1600 годами до нашей эры торговля пошла вверх. В Лотхале стали производиться керамические изделия из местных материалов. Вместо кремня стал использоваться халцедон. Утончённый стиль рисования прошлого сменился простыми волнистыми линиями, петлями и ветвями. Сохранилось производство бисера, освоенное и развитое в Лотхале, когда заготовку для бисера сначала обрабатывали в печи и затем отрезали нужные формы и размеры бисерин.

### Период упадка
После угасания ключевых городов хараппской цивилизации, Мохенджо-Даро и Хараппы, Лотхал не только выжил, но какое-то время продолжал процветать. И всё же постоянные тропические штормы и наводнения (например в 1900 году до н. э.), причинявшие значительные разрушения, в конце концов привели к дестабилизации местной культуры и к запустению поселения; в засоленной морской водой почве перестал вызревать урожай. Кроме того, из-за поднявшегося уровня воды в реке жители потеряли возможность пользоваться причалом
Топографический анализ показывает, что к моменту, когда город был покинут, он страдал от засухи или уменьшения муссонных дождевых осадков. Таким образом, причиной запустения города могли быть климатические изменения и природные катастрофы.

### Городская культура
Жители Лотхала создали древнейшие реалистические портретные изображения в виде рисунков и скульптур. Местные учёные пользовались компасом, делили горизонт на 8—12 частей, изучали движение звёзд с целью навигации.